# Бубяково (остановочный пункт)
Бубяко́во —— остановочный пункт Большого кольца Московской ЖД на участке Дмитров / Яхрома — Пост 81 км. Расположена в Сергиево-Посадском районе Московской области (городское поселение Сергиев Посад).
Официальное открытие станции состоялось во времена Великой Отечественной войны, в 1943 году.
Названа по находящейся в 400 метрах на северо-восток деревне Бубяково.
До начала 1990-х была станцией. На лето 2013 года станция разобрана и является остановочным пунктом. Изначально имела три пути и одну боковую платформу. Затем крайние пути и платформу демонтировали, сделали новую короткую платформу, равной по длине примерно четырём вагонам электропоезда.
До лета 2009 года работали прямые маршруты электропоездов с Савёловского вокзала Москвы до станции Наугольный, в последние годы это была одна пара летом по выходным, до упразднения станция сама являлась конечной для таких маршрутов. Сейчас через станцию работают 4 пары электропоездов по кольцу маршрутов Александров — Поварово III (3 пары) и Александров — Дмитров (1 пара), обслуживаются моторвагонным депо Александров.
С осени 2012 года в рамках реконструкции данного участка Большого кольца с южной стороны шло формирование профиля (насыпание песка) второго главного пути, в 2013 году начато строительство второй (южной) платформы. По состоянию на конец 2017 года введён южный II путь и длинная платформа у него. I путь разобран для капитальной реконструкции, новая платформа у него построена лишь частично, так как там находится технологический проезд в сторону автодороги.

## Иллюстрации

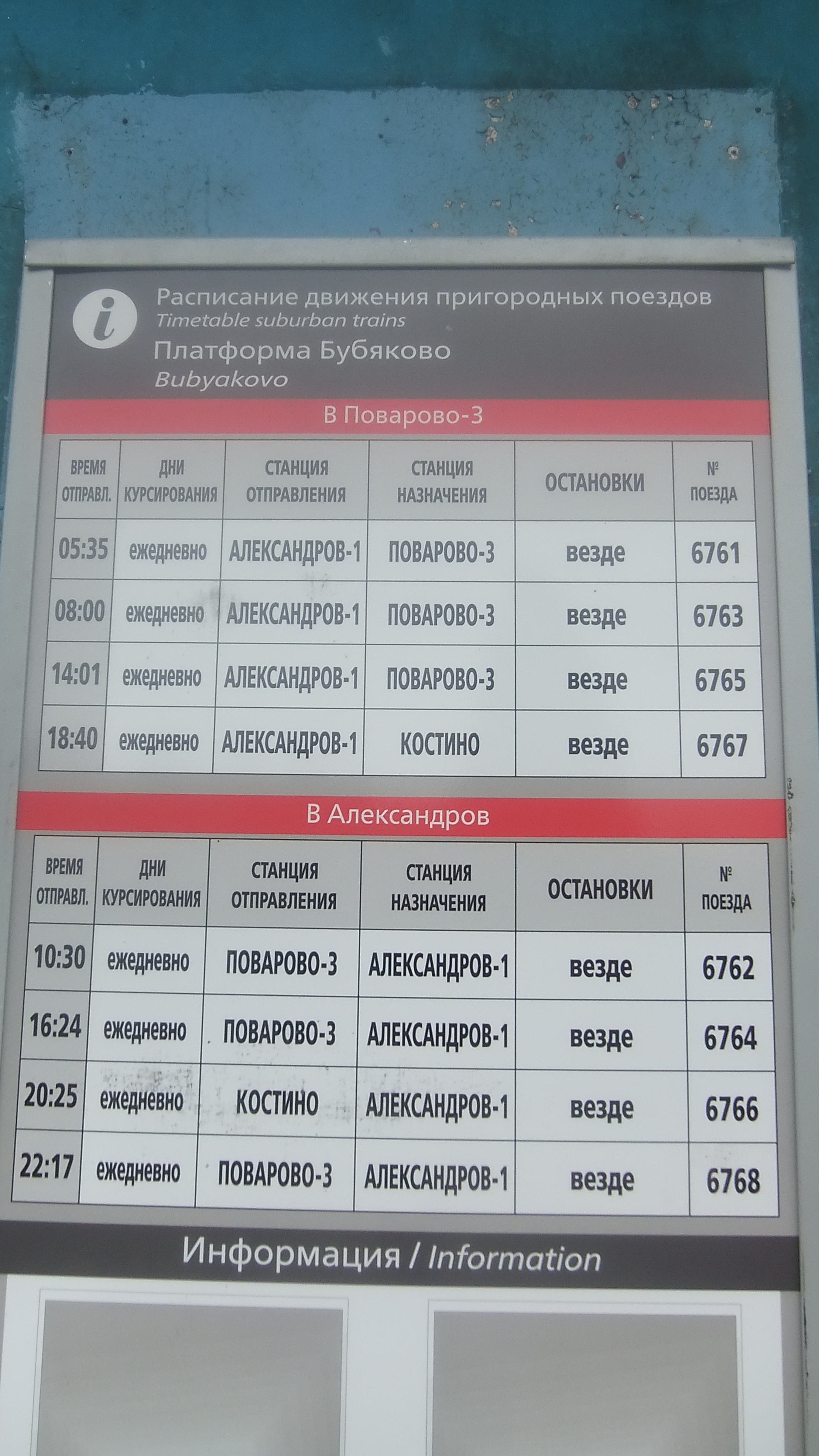
Расписание 2013
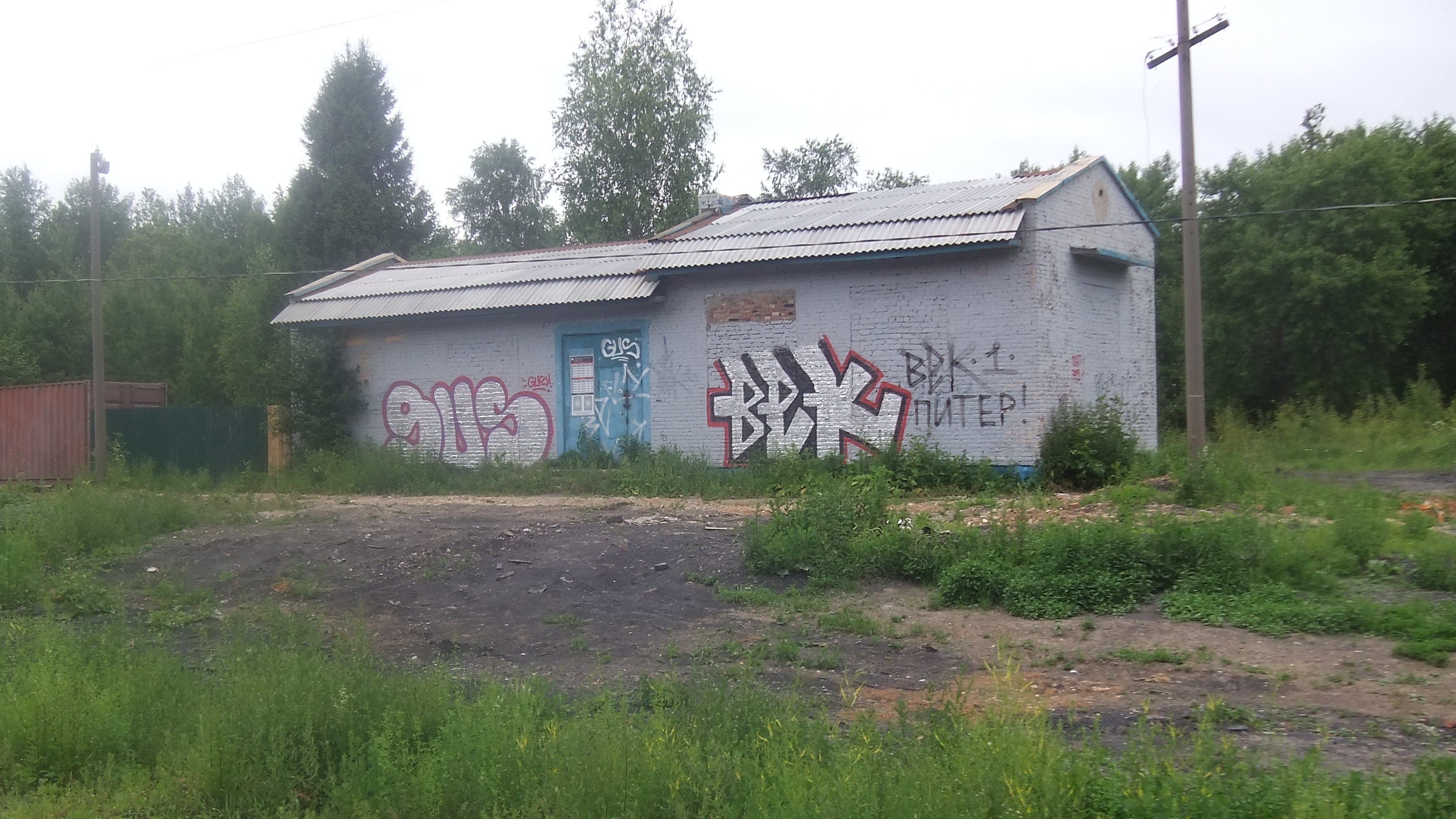
Станционное здание, заброшено
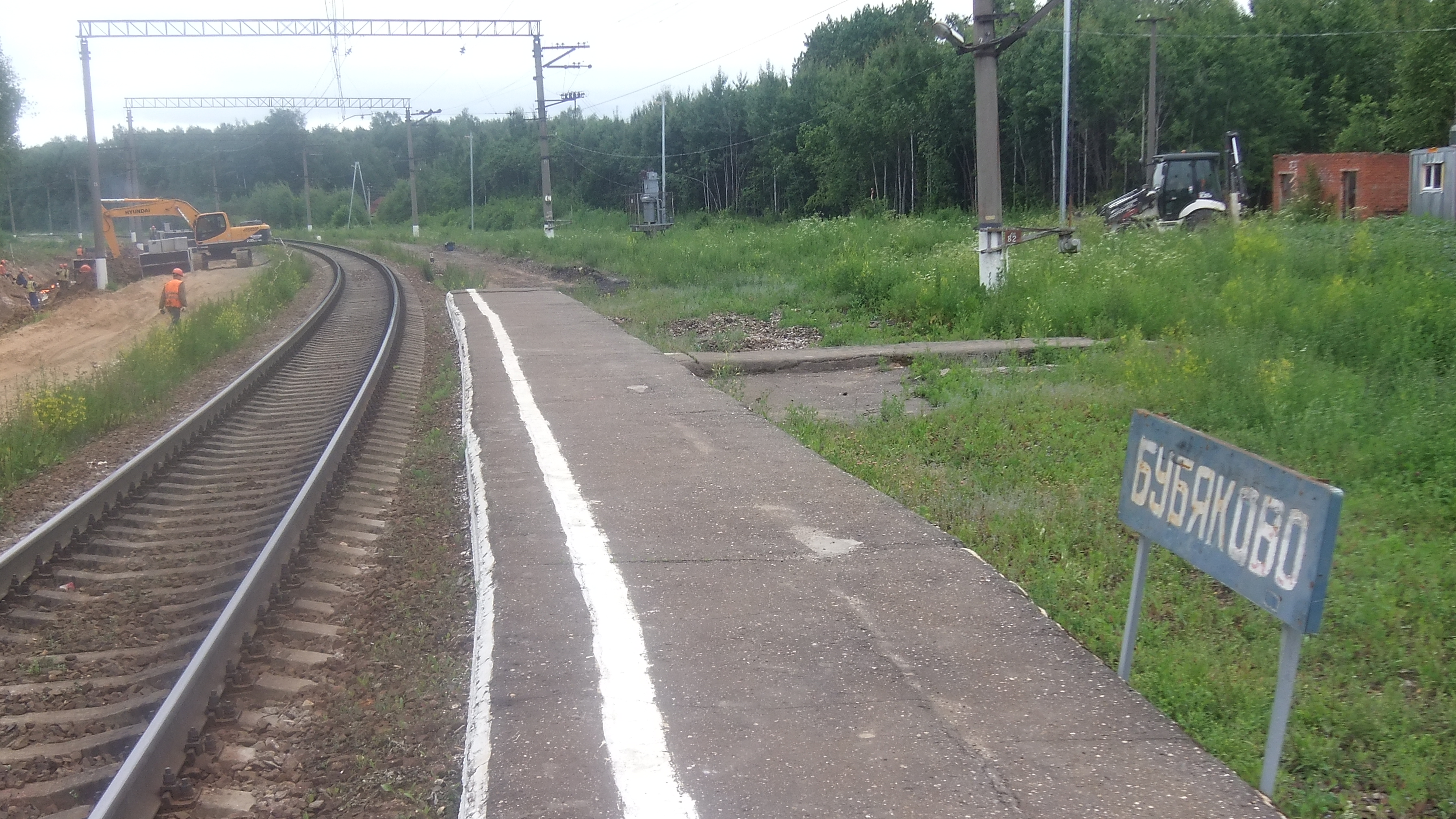
Сломанная вывеска, вид на запад
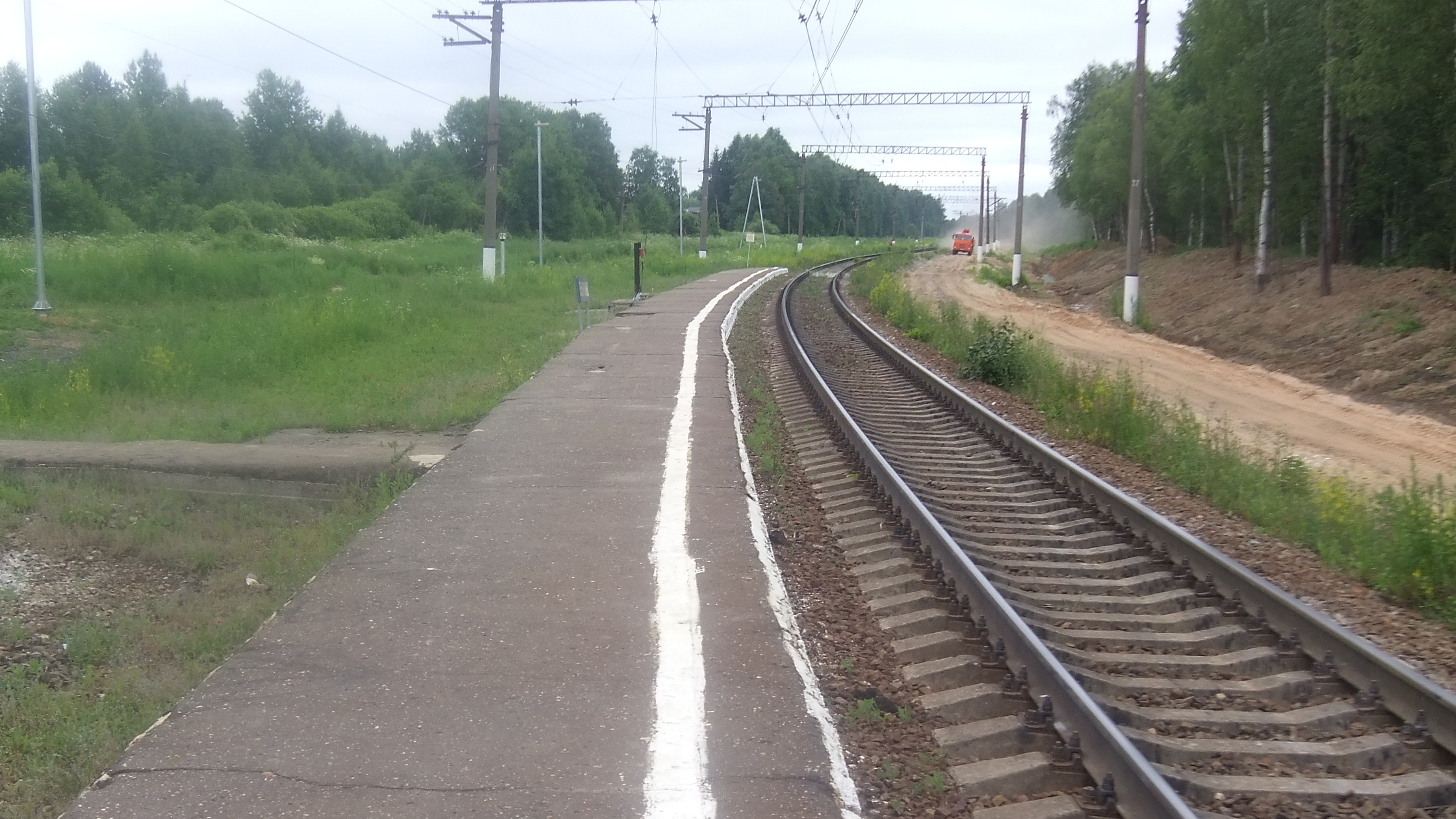
Платформа, вид на восток
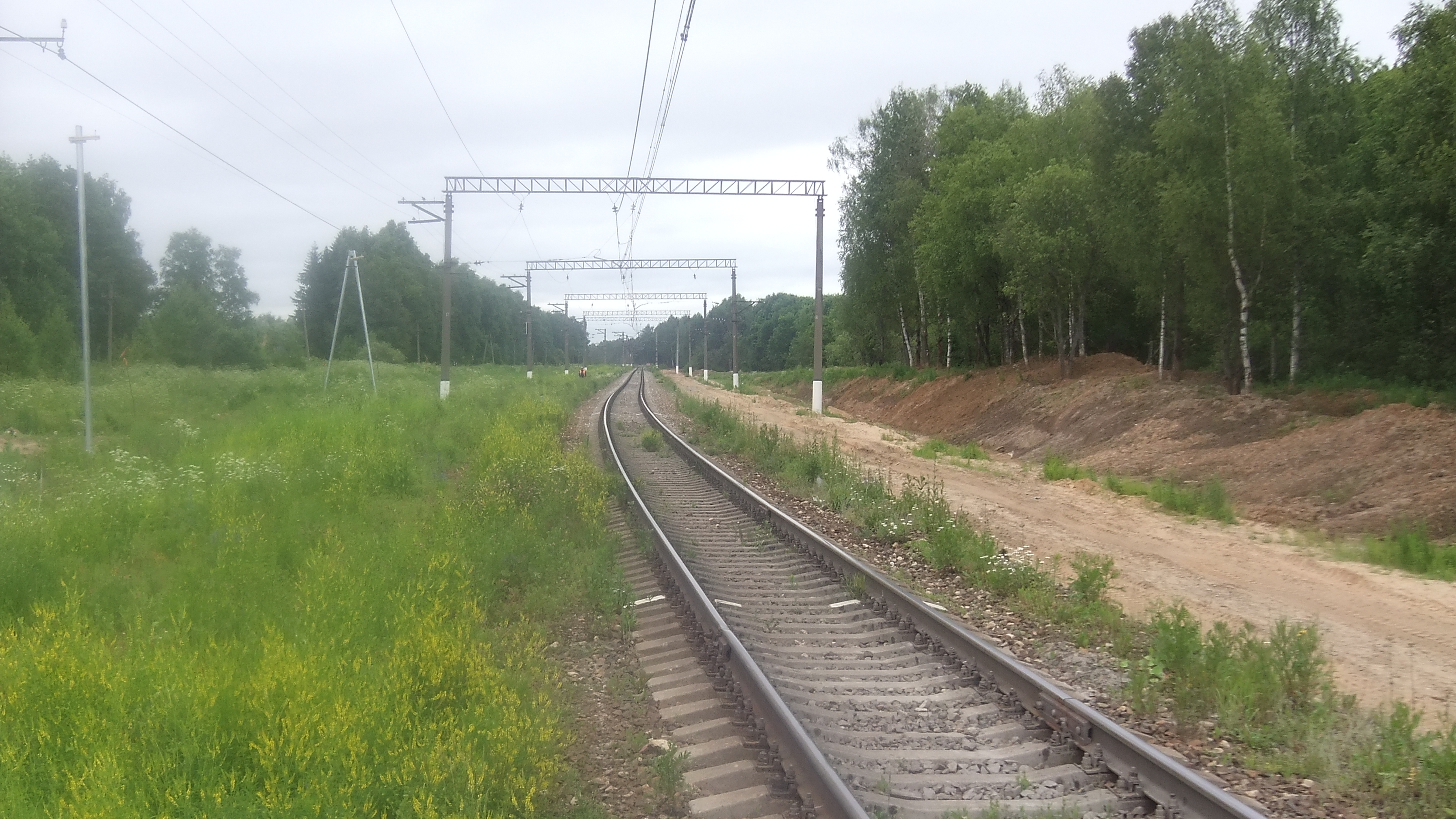
Вид на восток
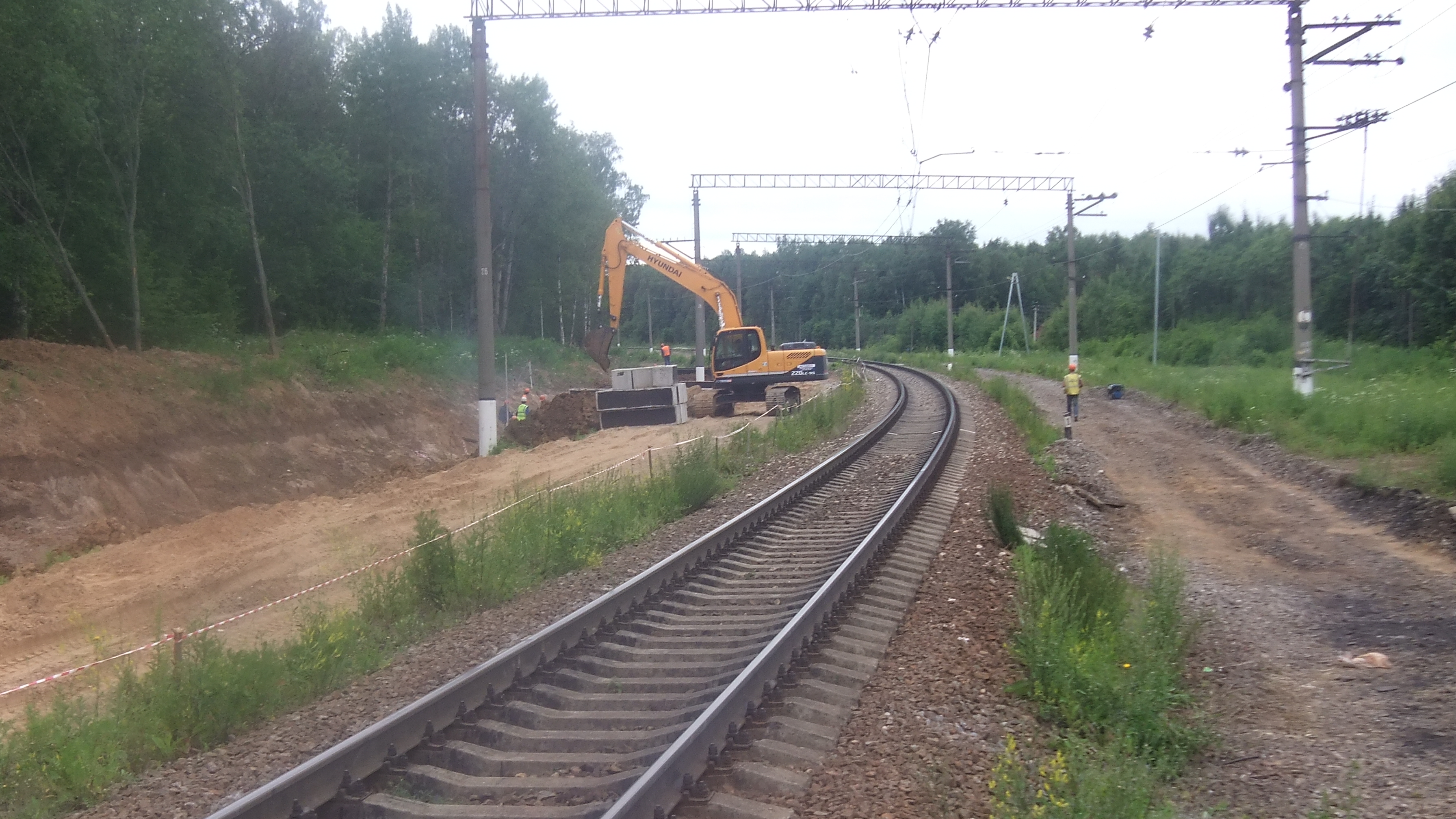
Вид на запад
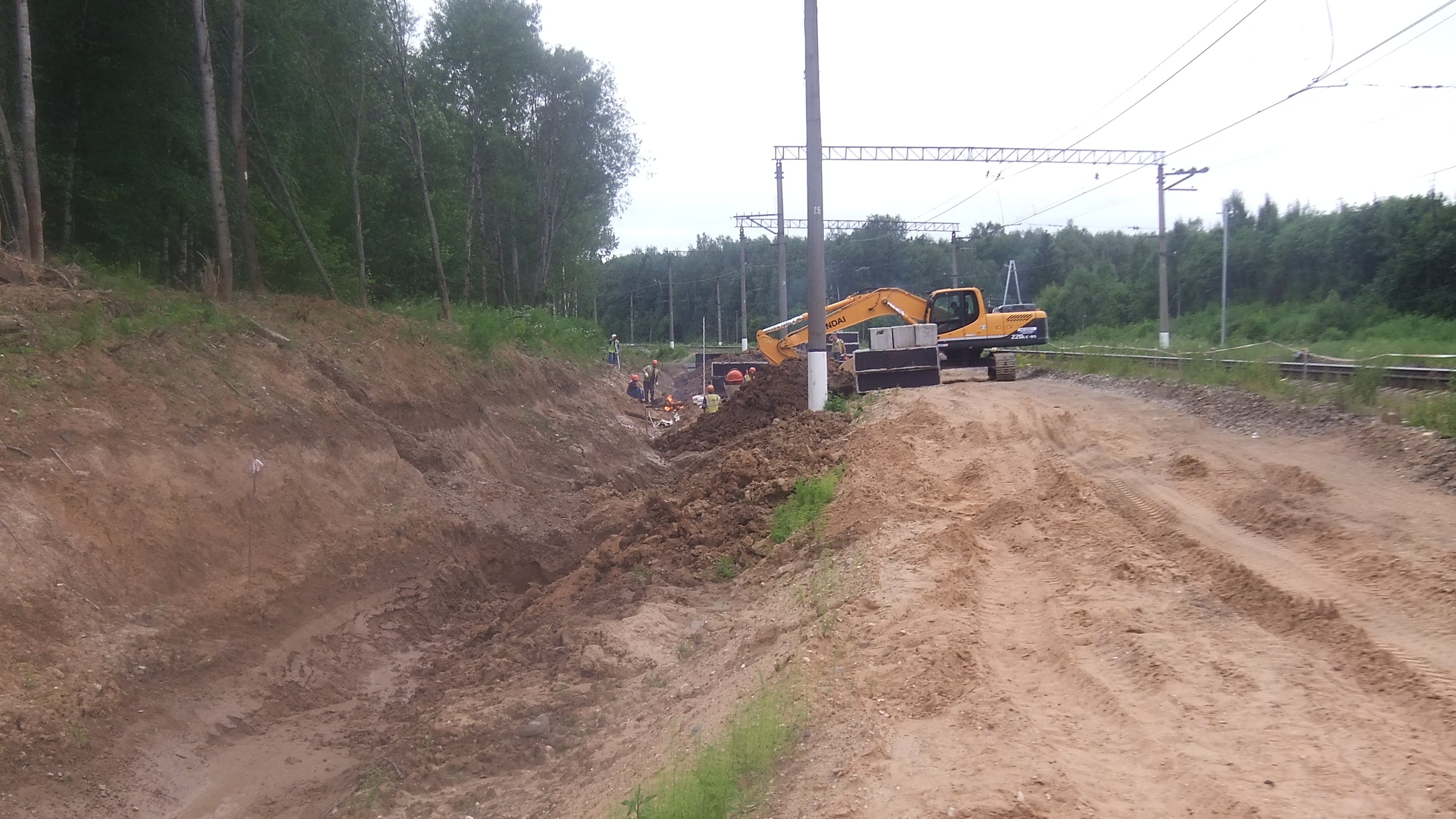
Строительство второй платформы